# Luise Egloff
Luise Egloff (Baden, 14 januari 1804 - aldaar, 3 januari 1834) was een Zwitserse dichteres.

## Biografie

### Afkomst en opleiding
Luise Egloff was een dochter van Karl Martin Egloff, die eigenaar was van het kuuroord Staadhof in Baden. Ze werd blind enkele dagen na haar geboorte. Van 1810 tot 1811 woonde ze gedurende drie semesters in het blindeninstituut van Zürich, waarna ze tot haar overlijden bij haar ouders woonde.

### Carrière
In 1819 ontmoette Egloff de Duitse dichter Friedrich von Matthisson, waarna ze in 1823 haar eerste eigen dichtbundel publiceerde.  Ze componeerde ook melodieën op haar teksten nadat ze zang- en pianolessen had gevolgd bij Daniel Elster. Literair historicus Eduard Dorer-Egloff publiceerde haar werken, zowel poëzie als muziek, in 1843 in één verzamelwerk.

## Werken
- (de)  Gedichte der blinden Luise Egloff, 1823.
- (de)  Dorer-Egloff, E. (ed.), Luise Egloff, die blinde Naturdichterin, 1843.

- Gemeinsame Normdatei: 104060972
- Historisch woordenboek van Zwitserland: 011769
- International Standard Name Identifier: 0000 0000 0727 075X
- Système universitaire de documentation: 244113351
- Virtual International Authority File: 29960137
- WorldCat: E39PBJktw7xTMDb4XwMpy98wG3